# Yxtjärnen (Gustav Adolfs socken, Värmland)
Yxtjärnen är en sjö i Hagfors kommun i Värmland och ingår i Göta älvs huvudavrinningsområde.